# 気分は形而上
『気分は形而上』（きぶんはけいじじょう）は、1984年から1990年代にかけてモーニングで連載された須賀原洋行による日本の4コマ漫画。
タイトルロゴ上、漢字の「形而上」という文字に平仮名で「うああ」の文字が絡んでいるが、「うああ」はデザイン上の文字であって振り仮名ではない。なお、「うああ」というフレーズについて、第1巻では「自然現象を超えたことがらに遭遇したときに発生する感情のこと。」と解説されている。
だが、同作品を原作とするアニメーション作品（OVA）は、『気分は形而上 実在OL講座』（きぶんはうああ じつざいオーエルこうざ）である。

## 概要
基本的には数本の4コマ漫画を発表しているが、掲載回冒頭ページは（連載時には扉ページになっている）5コマ作品1本となっている。また、時折8コマ漫画も添えられており、不定期に短編も発表されている。
本作からは、ゴキちゃん、よしえサン、榎田君（『それはエノキダ!』主人公）等、作者が後年発表する諸作品の主人公が多く誕生している。
派生タイトルとして、ウェブサイトのニフティサーブに存在したフォーラム「酒・バッカスフォーラム」では、この作品より名称を取った電子会議室「形ぅ而ぁ上ぁ亭」があった。この会議室は作品名とは異なり「うああてい」と呼ばれていた。
単行本は、1986年6月18日発売分を皮切りに1998年4月23日発売分まで全19巻に渡り「ワイドKCモーニング（モーニングワイドコミックス）」シリーズから刊行された。後年には、コミックパークと電子書籍のebookjapanにて復刊している。

## 作品の流れおよび主なシリーズ

### 第一期（1巻 - 5巻）
連載当初は哲学ギャグ漫画だったが人気が芳しくなく、数連載4回で一時中断となり、連載再開後身近にあるものをキャラクター化したところ人気が沸騰した。ゴキちゃんは2006年に入ってから『コミックボンボン』にて、けつちゃんは2007年にWebコミック『Michao!』にて復活した。連載当時のネタはグリコ森永事件。

#### ゴキちゃん
連載開始早々、ネタに行き詰まり困っていたときに始めたシリーズ。やがて人気を博し長期連載の足がかりとなった。ストーリーは田中夫妻の家に住みついたクロゴキブリ、「ゴキちゃん」を中心とした話で、話は推理や人助け、ギャグなど回によって様々である。最初は「ゴキちゃん」だけだったが、その後仲間の虫達も登場するなど発展していった。
- トラックにはねられそうになったヨシエをかばった結果、ゴキちゃん自身がはねられてしまい、一度死亡している。しかしたまたまに遊びに来たゴキエちゃんの処置により次の日の朝にはゴキちゃんは息を吹き返した。

#### けつちゃん
年齢、経歴などはすべて不詳、姿は尻尾も含めて豚のケツ（臀部と両足）で、その存在の意味を考えると自己険悪病になってしまう（アホが見るブタのケツ）という不思議生命体「けつちゃん」と、キャピピOL沢田恵美子によるシリーズ。「けつちゃん」は沢田があまりにもうああなので出現した彼女のボディガードという設定。そのため沢田の頭が少し良くなってからは「けつちゃん」が見えなくなるが、彼女が(けつちゃんに会うために)危険なことをするたびに一時的に現れていた。沢田が原発反対の運動をして指名手配されることから始まる、「黒い陰謀編」に突入してからは、再び常時現れるようになった。最後に原発のメルトダウンが発生し、爆発事故により日本列島が崩壊する危機に陥るが、けつちゃんが瞬間移動で現れ、原発を宇宙のかなたに飛ばし日本を救う。この結果、原発の下に隠されていた核ミサイルの存在が暴かれ、これがきっかけで世界が核兵器撤廃の方向に向かったため、けつちゃんは世界を救った救世主となった。けつちゃんは原発を宇宙のかなたに飛ばしたさいに巻き込まれて消滅したと思われていたが、本当は沢田恵美子には見えなかったがけつちゃんは生きていた。TVでたまたま見たタップダンスにハマり玄関の荒いコンクリートの上で何度も踊った結果指先が削れてしまいまるでトクホンチールのように丸くなった事がある。

### 第二期（6巻 - 13巻）
作者の妻よしえを実在OL（実在ニョーボ）として登場させたところ、予想以上に人気が出てそのまま作品の主役にまで昇りつめる。作品において、彼女と共に暮らす家族（結婚前は実家の家族・結婚後は作者など）を取り上げたり、また、彼女の周囲の人々やこの作品の読者（あるいは読者の周囲の人々）も「巷の実在OL」として包括してシリーズ化した。リクルート事件の頃は「もし、OLが政治に参加して日本OL党を立ち上げたら」をテーマにした話も作られた。家庭でのネタが主体であるよしえサンとは違い、職場でのネタを主に据えて描いている。第一期のスタイルでの漫画も暫く連載されるものの、単行本にして10巻辺りで完全に実在OL（実在ニョーボ）ネタがメインとなる。長男の誕生後はよしえに纏わる漫画の掲載本数が減り、最終的には『よしえサン』へ完全移行した。なお、第三期に移り変わるまでは、一時的に第一期の路線が復活した。

### 第三期（14巻 - 19巻）
第一期の流れを汲む形での路線変更で、哲学ギャグ路線を踏まえた形であったが、今度はキャラクターを身近なサラリーマンや学生などにしていたため、人気を得た。また、日本語の乱れをネタにした「ナゾの言語指導者」シリーズも反響を得た。「こだわりの榎田君」シリーズは特に評価が高かったため、次回作『それはエノキダ!』としてスピンオフした。この他にも「オタク学生武沢君」や「古参OL古市さん」などもある。「こだわりの榎田君」シリーズの脇役のテキトー人間高木君、「マイペース社員・元木君」シリーズの脇役の坂田課長が、後に主人公的な立ち位置で独立したシリーズになるなどの変遷もあった。また、当初は実在OLネタと実在コドモネタも扱っていたが、すぐに消えていった（別作品で扱うようになったため）。第三期で使われたネタには地下鉄サリン事件や、2ちゃんねるなどがある。

## OVA
- 「気分は形而上（うああ） 実在OL講座」 1994年1月14日に東宝から発売された。規格番号：TA-4469R JAN：4988104212313 sku：191794

### キャスト
- 実在OL（実在ニョーボ）ヨシエ - 松本明子
- ナレーション - 来宮良子
- ダンナ - 安原義人
- 課長 - 納谷六朗
- 主任 - 野沢雅子
- ともみ - 松本梨香
- エミ子 - 渕崎ゆり子

### スタッフ
- 原作 - 須賀原洋行
- 監督 - やすみ哲夫
- 絵コンテ - やすみ哲夫、大地丙太郎
- 演出 - 大地丙太郎
- 作画監督 - なかじまちゅうじ
- 美術監督 - 柴田千佳子
- 撮影監督 - 斎藤秋男
- 編集 - 古川雅士
- 音楽 - 中村暢之
- 音響監督 - 藤山房延
- プロデューサー - 福与雅子、金正廣
- 製作 - 東宝、グループ・タック

### 主題歌
「青春大関」
作詞 - 弥勒 / 作曲 - 中村暢之 / 歌 - 松本明子

## 関連事項
- X68000 - パソコンオタクの義弟の愛機「X68ピピピ」として登場する。